# Guy-Pierre Fauconnet
Pour les articles homonymes, voir Fauconnet.
Guy-Pierre Fauconnet, né le 5 mars 1882 à Chelles et mort le 5 janvier 1920 à Paris 15e, est un peintre et  scénographe français .
Vers 1913, il travaille pour le théâtre à la création de décors, costumes et masques, notamment pour Jacques Copeau au Vieux Colombier.
Durant la Grande Guerre, à cause d’une maladie de cœur, Guy-Pierre Fauconnet s’embarque pour l’Angleterre pour ""se battre à coups de crayon"". Il produit des dessins satiriques édités sous forme de cartes postales (dont le « Pas de l'oie »)  signées du nom de « Pierre Guy ».
En 1918, il travaille à nouveau sur les costumes sur l’oratorio « Le Dit des jeux du monde», ballet pour orchestre de chambre en 12 actes de Arthur Honegger. Cette même année, il édite "Flower Name Fancies"  à Londres et New-York
Il rencontre le poète Jean Cocteau et collabore à un nouveau spectacle , une farce musicale de Darius Milhaud : Le Bœuf sur le toit.
Il meurt le 5 janvier 1920 sans pouvoir assister à la première représentation le 21 février 1920 à la Comédie des Champs-Élysées.
Le 6 décembre 2021, lors d'une vente aux enchères d'une partie de la succession de Karl Lagerfeld, le tableau Vache et sa Laitière, peint en 1920, est adjugée 152 400 euros.

Quelques œuvres
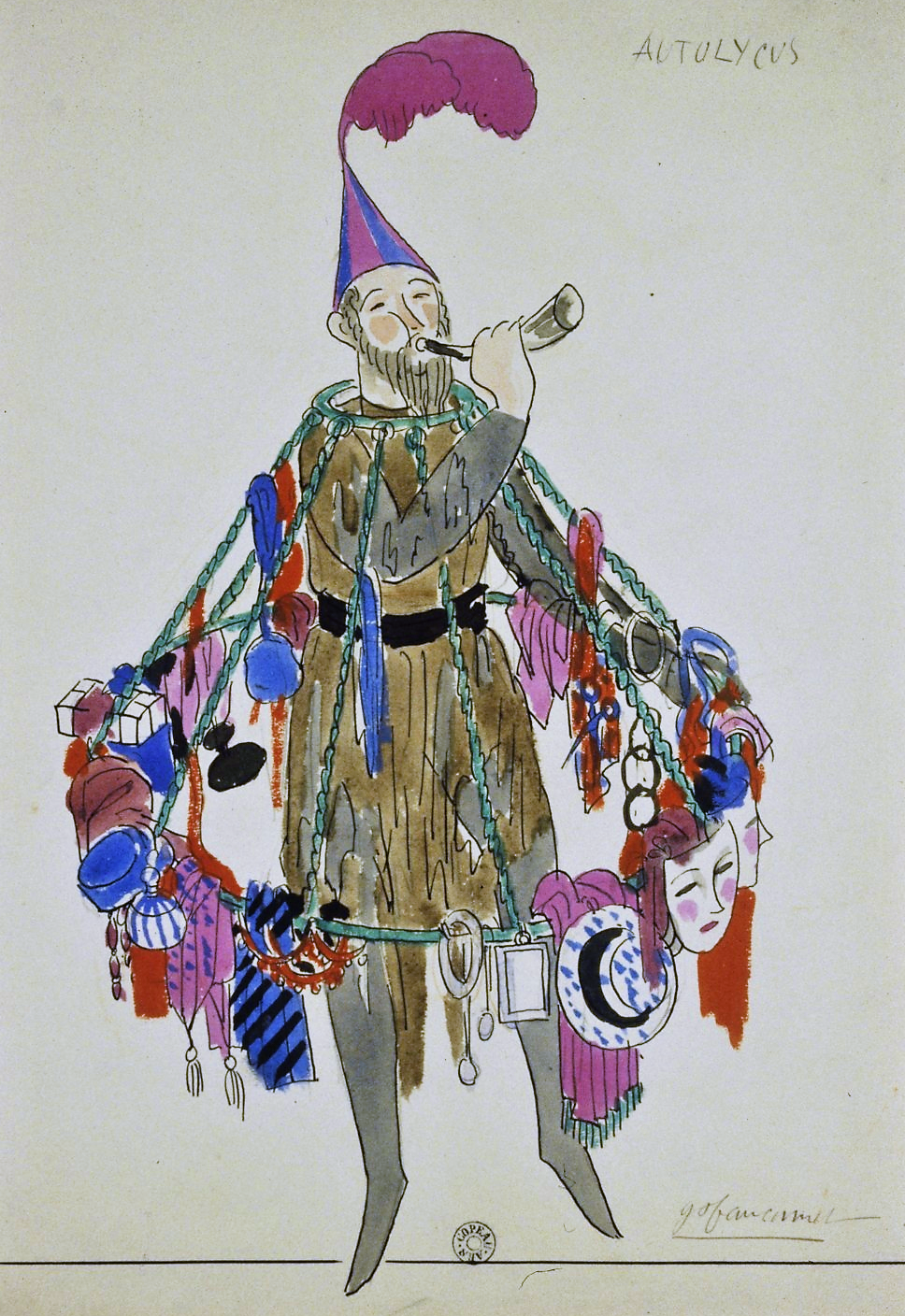
1
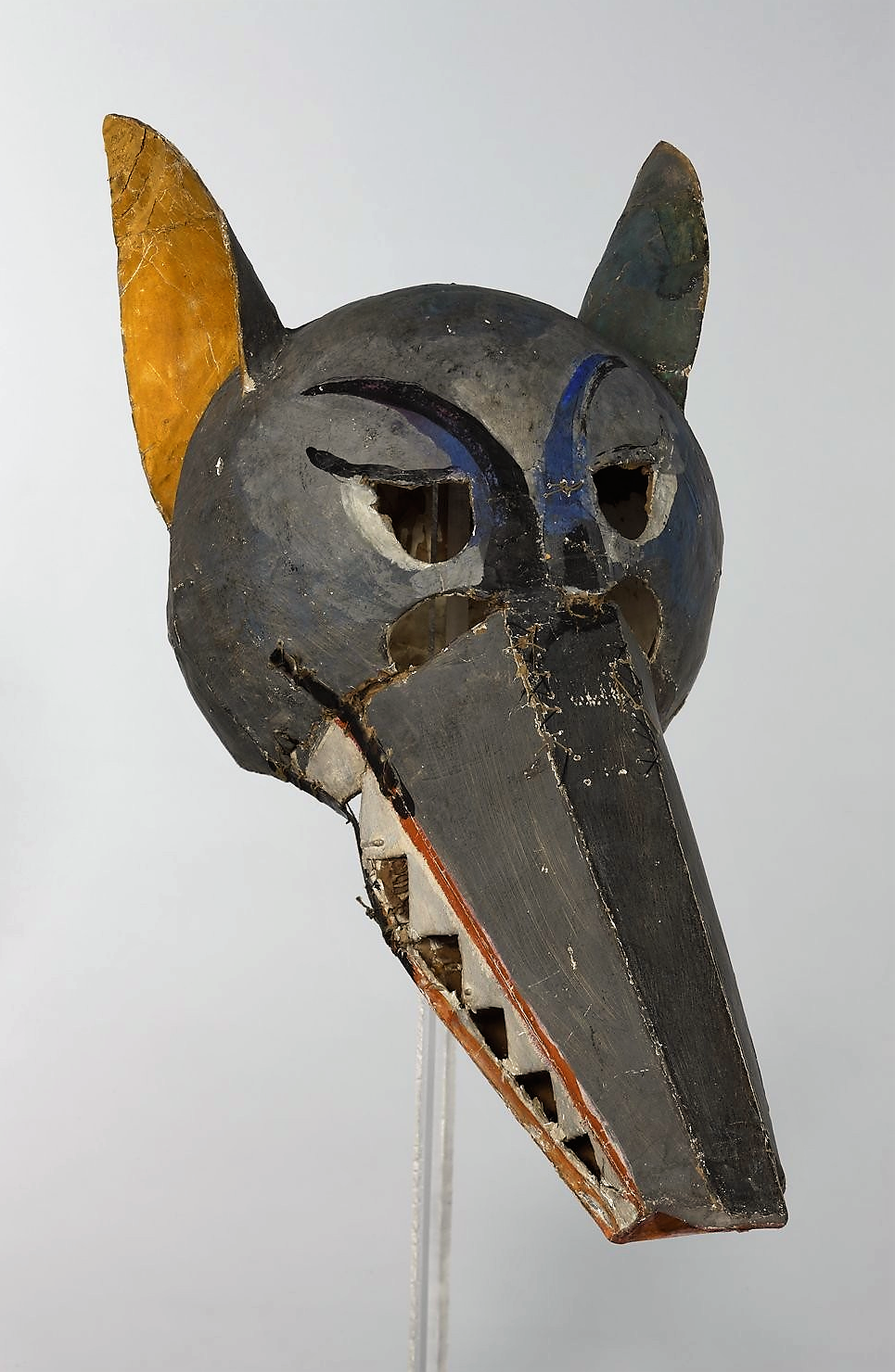
2
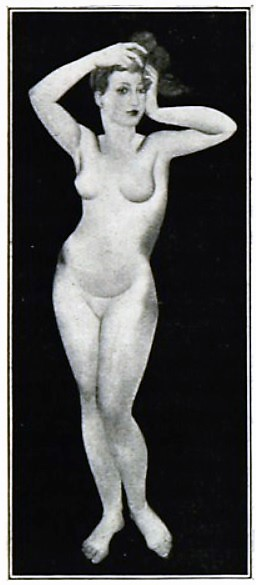
3
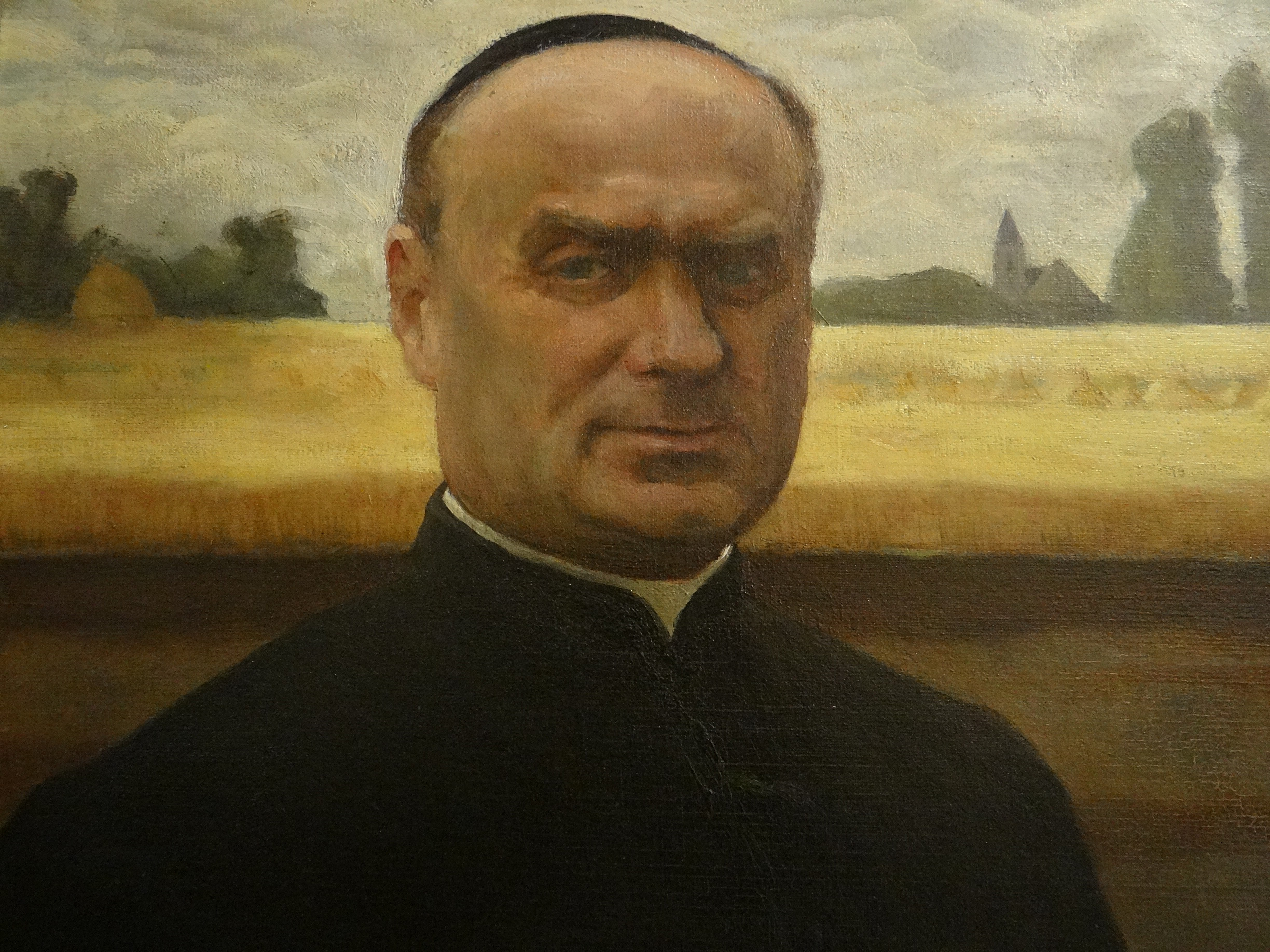
4

1. Le Conte d'hiver, comédie en 5 actes de William Shakespeare au théâtre du Vieux-Colombier à Paris, 10-02-1920 : Maquette du costume d'Autolycus (collection de 113 dessins : mine de plomb, plume, encre de Chine, gouache).
2. Masque d'Isengrin, loup dans le Roman de Renart : Masque pour un personnage de "Franc mérovingien" en forme de tête d'animal composé d'une tête en papier mâché grise, d'un museau en carton gris et d'oreilles en carton grises et ocre.
3. Vénus à l' exposition rétrospective au Musée du Luxembourg au salon d'automne de 1920.
4. Portrait de l'Abbé Alfred Bonno, fondateur du musée Alfred Bonno, Chelles, Seine-et-Marne, France.